# Armin Gehlert
Armin Gehlert (* 3. August 1934 in Bamberg; † 24. Dezember 2001 in Würzburg) war Volkswirt und Professor an der FH Würzburg-Schweinfurt.

## Leben
Er studierte an der Universität Würzburg Volkswirtschaftslehre und Rechtswissenschaft und schloss sein Studium als Dipl. Volkswirt ab. Nach seinem Abschluss war Gehlert ab 1961 für verschiedene Unternehmen tätig. Ab 1968 übernahm er die Aufgabe von Felix Pack als Lehrbeauftragter an der damaligen Höheren Wirtschaftsfachschule der Stadt Würzburg, einer der Vorgängereinrichtungen der FH Würzburg-Schweinfurt.
1971 wurde Gehlert mit der Gründung der FH Würzburg-Schweinfurt als Professor für Betriebswirtschaft, Organisation und Datenverarbeitung, Material- und Fertigungswirtschaft sowie Personalwirtschaft. Von 1996 bis zu seiner Pensionierung 1999 war er Vizepräsident der Hochschule.
Er war Mitglied und Philistersenior der katholischen Studentenverbindung K.D.St.V. Franco-Raetia zu Würzburg im CV.